# مسکلیروو (نیومکزیکو)
مسکلیروو(به انگلیسی: Mescalero) شهری در ایالت نیومکزیکو کشور ایالات متحده آمریکا است که جمعیت آن در سرشماری سال ۲۰۱۰ میلادی، ۱٬۳۳۸ نفر بوده‌است.